# Aaron Ciechanover
Prof. Aaron Ciechanover (født 1. oktober 1947 i Haifa, Mandatområdet i Palæstina) er en israelsk biolog og læge som modtog Nobelprisen i kemi i 2004 sammen med Avram Hershko og Irwin Rose.

## Priser (udvalg)
- 2000 – Albert Lasker Award for Basic Medical Research (en)